# Flatida rosea

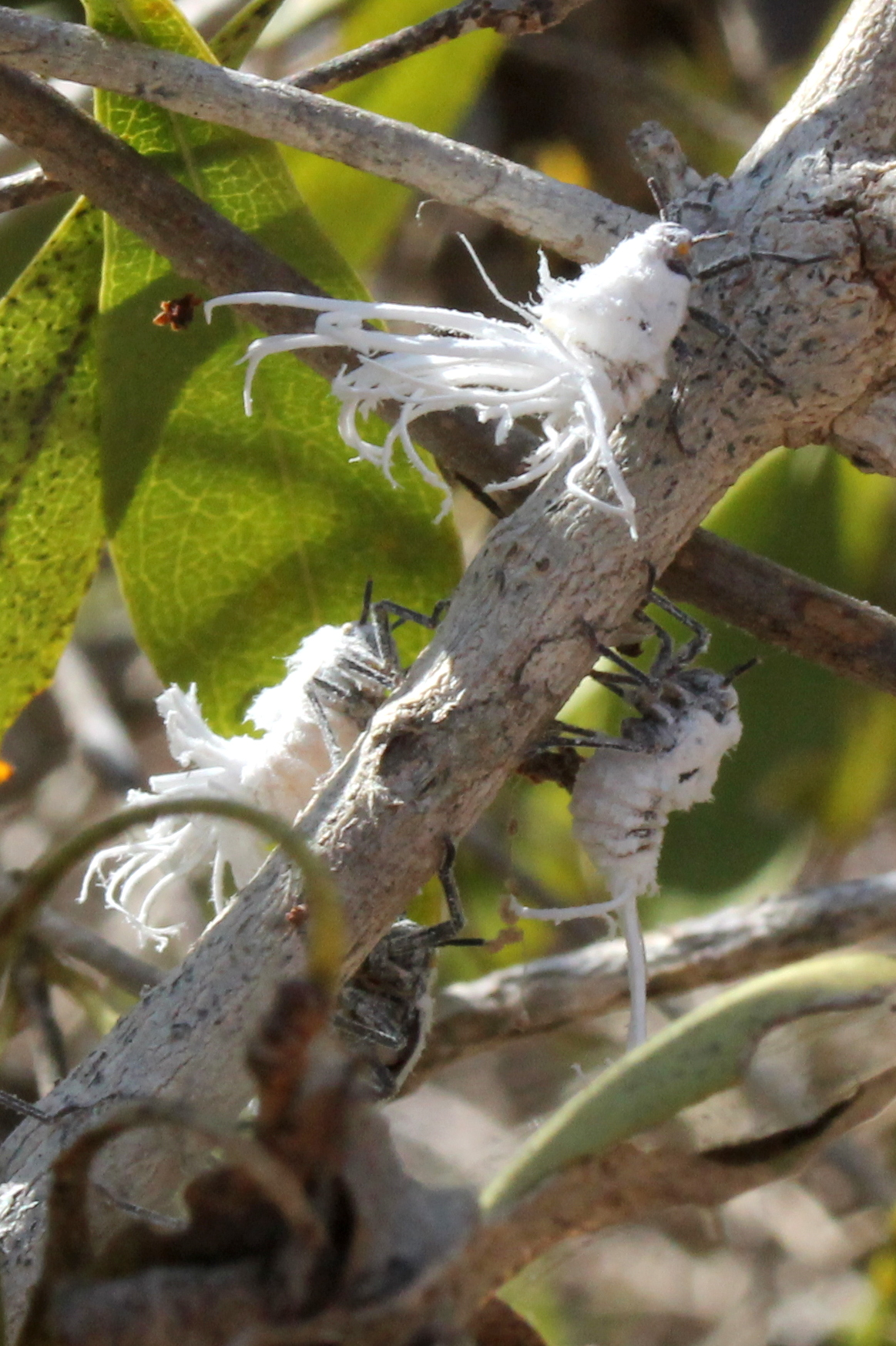
Le ninfe

Flatida rosea (Melichar, 1901) è un insetto omottero della famiglia Flatidae, endemico del Madagascar.

## Descrizione
Flatida rosea presenta un'apertura alare di 52-54 millimetri. Il colore delle ali anteriori (tegmina), fortemente arrotondate, è uniforme e va dal rosa al rosso rosato. La superficie superiore delle ali posteriori è di colore bianco crema, sul quale spiccano venature scure. Le antenne sono brevi. Agli esemplari adulti piace posarsi con le ali strettamente ripiegate su ramoscelli e rami, con la superficie superiore delle ali anteriori straordinariamente colorata rivolta verso l'esterno. In questo tale specie, come tutte le altre cicadine, si differenzia dalle farfalle che, pur riposando anch'esse con le ali piegate strettamente insieme, rivolgono solitamente all'esterno la superficie inferiore delle ali posteriori, dai colori poco appariscenti.

## Biologia
Flatida rosea si incontra principalmente su rami e ramoscelli di alcune specie di alberi decidui, dove si nutre di linfa. Di solito ama riunirsi in gruppi numerosi, con gli adulti vicini tra loro. Questo comportamento può essere interpretato come una forma di mimetismo, poiché un tale grappolo di insetti, visto da lontano, sembra un ramo rivestito da foglie dai colori autunnali. Le escrezioni di questi insetti contengono glucosio e alcune specie di lemuri amano leccare le foglie che ne sono bagnate. Le ninfe sono inizialmente di colore da bianco a bianco-grigiastro e presentano dei filamenti cerosi, simili a una piuma, sull'addome. Questo pennacchio contiene sostanze velenose e rende gli animali non commestibili per i potenziali predatori. La specie non è ancora stata oggetto di studi approfonditi e le sue abitudini di vita sono pressoché sconosciute.

## Distribuzione e habitat
La specie è presente solo sull'isola del Madagascar e vive soprattutto in zone cespugliose o boscose.